# 집단 의사결정
집단 의사결정(Group decision-making)은 개인이 집단적으로 앞에 놓인 대안 중에서 선택할 때 직면하는 상황이다. 그러면 결정은 더 이상 집단의 구성원인 개인에게 귀속되지 않는다. 사회 영향 등 개인과 사회집단의 모든 과정이 결과에 기여하기 때문이다. 집단이 내린 결정은 개인이 내린 결정과 다른 경우가 많다. 작업장 환경에서 협업적 의사결정은 다른 이해관계자의 지지를 이끌어내고 합의를 구축하며 창의성을 장려하는 가장 성공적인 모델 중 하나이다. 시너지 효과에 따르면, 집단적으로 내린 결정은 개인이 내린 결정보다 더 효과적인 경향이 있다. 이러한 맥락에서 특정 협력 방식은 개인이 스스로 행동하는 것보다 더 나은 순 성과 결과를 창출할 가능성이 있다. 정상적인 일상 상황에서는 공동 의사결정이나 집단 의사결정이 선호되는 경우가 많으며, 적절한 심의, 토론, 대화를 위한 시간이 있을 때 개인 의사결정보다 더 많은 이점을 얻을 수 있다. 이는 위원회, 팀, 집단, 파트너십 또는 기타 협력적인 사회적 프로세스를 통해 달성될 수 있다.
그러나 어떤 경우에는 이 방법에도 단점이 있을 수 있다. 극심한 긴급 상황이나 위기 상황에서는 심의 시간을 줄이고 비상 조치를 더 신속하게 취해야 할 수 있으므로 다른 형태의 의사 결정이 더 나을 수 있다. 한편, 의사결정 프레임워크의 적절성을 평가할 때 추가적인 고려 사항도 고려해야 한다. 예를 들어, 때때로 집단 양극화가 발생할 가능성도 있으며, 이로 인해 일부 집단은 개인의 성향에 따라 개별 구성원보다 더 극단적인 결정을 내릴 수 있다. 집단 의사결정의 집단사고 모델의 기반이 되는 사건인 피그스만 침공과 같이 집단이 내린 결정에 결함이 있는 다른 사례도 있다.
다른 사회 집단 행동에 영향을 미치는 요인은 집단 결정에도 영향을 미친다. 예를 들어, 응집력이 높은 집단은 다른 선행 조건(예: 이데올로기적 동질성 및 반대 의견으로부터의 격리)과 결합하여 집단 의사결정 및 집단 효율성에 부정적인 영향을 미치는 것으로 나타났다. 더욱이, 개인이 집단의 일부로서 결정을 내릴 때, 공유되지 않은 정보와는 반대로 공유된 정보에 대해 논의하는 쪽으로 편향(즉, 공유 정보 편향)을 보이는 경향이 있다.

## 같이 보기
- 사회 선택 이론
- 싱크탱크
- 문제 해결
- 사후 확신 편향
- 인지적 구두쇠